# Калининское (Башкортостан)
Калининское (баш. Калининский) — деревня в Иглинском районе Башкортостана, входит в состав Калтымановского сельсовета.

## Население
| 2002 | 2009 | 2010 |
| ---- | ---- | ---- |
| 12   | ↗13  | ↘9   |

Национальный состав
Согласно переписи 2002 года, преобладающая национальность — белорусы (92 %).

## Географическое положение
Расстояние до:
- районного центра (Иглино): 30 км,
- центра сельсовета (Калтыманово): 12 км,
- ближайшей ж/д станции (Иглино): 30 км.

## История
Починок Казанский образован в 1891 году. До 1935 года входил в состав Загорского сельсовета. В 1931 году переименована в Калининский.